# عبير صلاح الدين
عبير صلاح الدين, (24 ديسمبر 1962 - ) هي ممثلة مصرية.

## حياتها ونشأتها
ولدت 24 ديسمبر 1962، قدمت العديد من الأدوار في السينما والتليفزيون منذ بداية التسعينات كما أنها الفتاة الوحيدة التي تعمل مونولوجست اكتشفت أن الفن لا يوفر أكل العيش ولا تستطيع أن تعيش حياة كريمة من خلال يوم شغل وعشرة لأ وفكرت أن تهجر الفن وذهبت إلى تونس والمغرب وعملت في مجال تنظيم الحفلات والمهرجانات وفي فترات كنت تعود إلى مصر.

## أعمالها
- مسلسل أولاد الشوارع: 2006
- مسلسل مصري (مسلسل):2005 ميس منصورة
- فيلم عين الطير: 2004
- فيلم كيمو وأنتيمو: 2004
- فيلم أول مرة تحب يا قلبي: 2003
- مسلسل سر الأرض: 1998
- مسرحية عائلة ونيس: 1995 - عبلة
- مسلسل يوميات ونيس (ج1 -> ج7) 1994 -> 2010 عبلة
- فيلم 85 جنايات: 1993